# Jan Sekavec
Jan Sekavec (27. května 1824 Opočno – 15. června 1851 Praha) byl český revolucionář a básník.
Narodil se jako nemanželské dítě, posléze dostal příjmení po nevlastním otci, který jej přijal za vlastního. Vyučil se krejčím a studoval, ale pro nedostatek peněz studia přerušil.
Po návratu do rodného Opočna se dozvěděl o revolučním dění v Paříži. Šířil v Opočně letáky a napsal báseň Slyšte mne, bratři Čechové!, kterou zaslal v dopise Karlu Havlíčkovi. Kvůli letákům mu hrozilo zatčení, uprchl tedy do Prahy.
Události v Praze v něm zanechaly hluboký dojem, svou předchozí báseň tedy zapracoval do nové s názvem Dvanáctý červen. Tato báseň vyšla ve třech různých vydáních u Krameria, Paseky a Bernharda Ferdinanda Mohrmanna. Za tuto báseň byl označen za protiněmeckého a proticísařského štváče, báseň byla zabavována a Sekavec byl v červenci 1849 zatčen. V té době již byl nemocný.
Po dobu věznění byl v kontaktu s Václavem Hankou, který mu dodával četbu a finančně jej podporoval. Tuberkulózu se podařilo vyléčit, ale nemocnou nohu mu museli amputovat. Zemřel v červnu 1851.

## Dvanáctý červen
Jeho nejznámější báseň Dvanáctý červen byla několikrát úředně zakázána.
Samotná báseň vyšla ve dvou částech, přičemž první z nich byla dlouho považována za ztracenou, až jeden exemplář objevil ve 20. letech 20. století humpolecký továrník Karel Kocián. Druhá část byla hojně vydávána.

## Dílo
- Dwanáctý čerwen, neb, Wýstraha Čechům!
- Jan Žižka z Trocnowa : obrazy a nákresy z wěků husitských